# Meenoplus stramineus
Meenoplus stramineus är en insektsart som först beskrevs av Frederick Arthur Godfrey Muir 1927.  Meenoplus stramineus ingår i släktet Meenoplus och familjen Meenoplidae. Inga underarter finns listade i Catalogue of Life.